# Mothocya epimerica
Mothocya epimerica là một loài chân đều trong họ Cymothoidae. Loài này được Costa miêu tả khoa học năm 1851.